# Jejsk
Jejsk (rusky Ейск) je lázeňské město v Krasnodarském kraji Ruské federace. Leží u ústí řeky Jeji na jižním břehu Taganrožského zálivu Azovského moře, zhruba 250 kilometrů severně od Krasnodaru a 170 kilometrů jihozápadně od Rostova na Donu.
Jejsk měl v roce 2010 přes 87 tisíc obyvatel.

## Letecká základna
Nedaleko města se nachází letiště, které primárně slouží jako základna ruského vojenského letectva. 
V roce 2022 se 17. října krátce po startu ze základny zřítil na obytnou budovu ve městě stíhací bombardér Suchoj Su-34 Vzdušně-kosmických sil Ruské federace. Oba piloti se zachránili katapultáží, v devítipodlažním domě po výbuchu a následném požáru zahynulo 15 osob, dalších 43 bylo raněno.
Dne 5. dubna 2024 ukrajinské bezpečnostní služby SBU a HUR informovaly o provedení vlny dronových úderů na čtyři ruská letiště, která Rusko využívá k agresi proti Ukrajině. Během akce byla zasažena i letecká základna Jejsk, přičemž podle HUR zde byly zcela zničeny dva letouny Su-25 a byli zabiti čtyři vojáci.